# تسهنیتسه
تسهنیتسه (به چکی: Cehnice) یک منطقهٔ مسکونی در جمهوری چک است که در ناحیه ستراکونیتسه واقع شده‌است. تسهنیتسه ۱۴٫۶۹ کیلومتر مربع مساحت و ۴۴۷ نفر جمعیت دارد و ۴۳۲ متر بالاتر از سطح دریا واقع شده‌است.